# (37353) 2001 TG66
2001 TG66 (asteroide 37353) é um asteroide da cintura principal. Possui uma excentricidade de 0.19696860 e uma inclinação de 6.24106º.
Este asteroide foi descoberto no dia 13 de outubro de 2001 por LINEAR em Socorro.